# ポパイ (パチスロ)
ポパイは2004年にサミーより発売されたパチスロ機（店舗設置は2005年）。ストック機能を搭載したA-400タイプのマシンで、保通協における型式名は「S1」。

## 背景
2003年に発売された「パチスロ北斗の拳」はその液晶演出と出玉性能で、初心者からスロプロまでを夢中にさせ、パチスロ史上最大のヒット作となった。

## 3+1のステージと液晶演出
※登場人物に関してはポパイの登場人物を参照。
本機では液晶において、森、山、海の3ステージに加え、ポパイチャンス（以下PC。後述）中にはエクストラステージをポパイがジープとともに散策し、様々な演出を経てオリーブの救出（＝ボーナス）を目指す。
森ステージ
通常時最も滞在時間の多いステージ。ボーナス、PC期待度小。
山ステージ
特殊小役、チャンス目等の後に移行することが多いがガセの場合も多数。ボーナス、PC期待度中。
海ステージ
PC突入に最も期待の持てるステージ。ボーナス、PC期待度大。しかしなんでも無い場合も多い。
また、固有の演出が多数あるが、期待度はまちまちである。
小役ナビ演出
様々なキャラクターが小役を告知してくれる。
キョロキョロ演出
ポパイが突然立ち止まり「なんだなんだ？」と周りを見回す。大抵なんでも無い。
画面叩き割り演出
ポパイが自慢の怪力で画面を叩き割る。ステージアップに期待。しかし移行しても何でも無い場合が多い。
バトル演出
ライバルであり恋敵であるブルートとの対決。オリーブが発するHELP!の文字の大きさにより期待度が変わる。
豆の木演出
ウィンピー登場とともに発展。液晶に指示されたとおりに目押しができればボーナス。（パチスロのシステム上、結果とリール制御はレバーONと同時に内部で決定しているので、適当押しでも損をすることはない）
ハイビスカス演出
液晶上部のハイビスカスが点灯するとPCロング確定。

## 出玉システム
本機の出玉システムは一旦ストックされたボーナスを高確率状態（PC高確率状態、PC）を経由することによって連続的に放出させることを主としており、またその高確率状態に移行させるメイン機会としてポパイの代名詞的存在であるほうれん草小役が成立することを条件としている。その点のみに着目すれば、ほうれん草＝単チェリーと解釈できることや、PCの突入システムがアラジンチャンス突入システムと酷似している点などから、爆裂AT機・アラジンAの亜流的存在とも考えられる。

### ボーナス放出の流れ
主としてボーナス放出率が格段にUPするPCを経由して出玉を得ることになる。通常時も低確率でPCの抽選はしているのだが、ほぼ期待できない数値であるので、まずほうれん草、チェリーといった小役やチャンス目を引き、PCが高確率で抽選されている状態に持ち込むことが重要である。
PC高確率状態に突入すると毎ゲーム突入抽選を行い、それに当選すればPC開始となる。転落率の高さによって状態が2種類（ロング、ショート）あり、この状態への突入率とその後の転落率に設定差が存在する。

### ポパイチャンス
本機の最大の見せ場であり、「吉宗」の高確率状態に代表される「偽の高確率状態」（見た目は高確率状態と表示されているが、実際のボーナス放出確率に変化はなく、単なる演出の一つでしかない）とは異なる、偽りの無いボーナス高確率状態である。基本的に10G継続し、その間にボーナスに当選すれば前兆演出を経てボーナスが放出。放出されなかった場合は約10%の延長抽選が行われ、当選すると10G上乗せされる。このポパイチャンスに何度当選し、PC中に何度ボーナスを放出できるかで出玉が大きく左右される。

## ボーナス出現率と機械割
※全てメーカー発表値

### ボーナス出現率
- BIG出現率
  - 設定1 1/299
  - 設定2 1/283
  - 設定3 1/272
  - 設定4 1/262
  - 設定5 1/256
  - 設定6 1/245
- REG出現率
  - 設定1 1/599
  - 設定2 1/567
  - 設定3 1/545
  - 設定4 1/525
  - 設定5 1/513
  - 設定6 1/490

### 出玉率（機械割）
- 設定1 96.4%
- 設定2 98.2%
- 設定3 100.6%
- 設定4 102.8%
- 設定5 104.2%
- 設定6 107.6%